# كارثة سوبرغا الجوية
كارثة سوبرغا الجوية هي كارثة طيران وقعت في 4 مايو 1949 بعدما اصطدمت طائرة من نوع Fiat G212CP التابعة للخطوط الجوية الإيطالية، والتي كانت تحمل معظم أعضاء نادي تورينو لكرة القدم (والمعروف باسم غراندي تورينو) خلال عاصفة رعدية بتل سوبرغا القريب من مدينة تورينو بإيطاليا. وقد مات جميع الركاب البالغ عددهم 31، ومن ضمنهم 18 لاعباً من نادي تورينو وإدارة النادي والصحفيين المرافقين للفريق بالإضافة لطاقم الطائرة وعددهم 4 أشخاص. وقد كان الفريق عائداً من مدينة لشبونة البرتغالية بعدما قابل نادي بنفيكا البرتغالي ضمن مباراة تكريمية للاعب نادي بنفيكا البرتغالي فرانشيسكو فيريرا.

## الحادث
طائرة الخطوط الجوية الإيطالية (أليتاليا) وهي من نوع Fiat G212CP قادمة من لشبونة وتحمل الفريق معها تمر من خلال عاصفة رعدية خلال اقترابها من تورين وقد كانت الرؤية ضعيفة والغيوم منخفضة جدا، مماضطر الطيار للانخفاض لكي يتمكن من الرؤية خلال الطيران ولكن عند تلك اللحظة احتكت الطائرة بحائط بالقرب من كنيسة باسيلكا سوبرغا فتسبب باصطدامها بالكنيسة. السلطات الإيطالية أثبتت بأن انخفاض الغيوم وضعف بالإرسال الراديوي ووجود خطأ ملاحي كانت كلها عوامل ساهمت بوقوع الحادث.

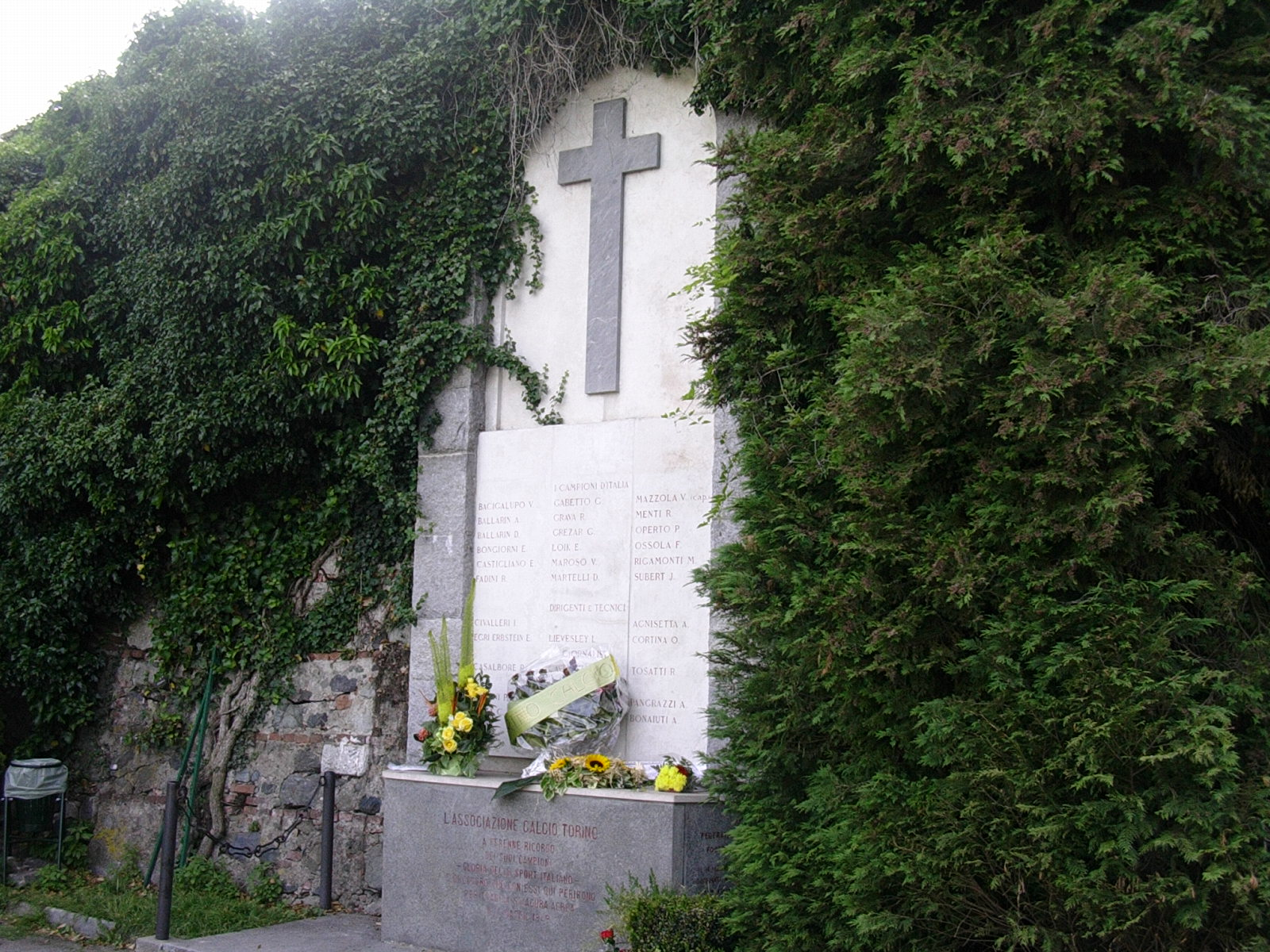
النصب التذكاري لضحايا حادث طائرة سوبرغا

تأثير الصدمة العاطفية للحادث كانت عميقة على محبي الرياضة الإيطالية لأنها أودت بحياة لاعبي الفريق الأسطوري الذي فاز بلقب الدوري الإيطالي قبل توقفه عام 1944 بسبب الحرب العالمية الثانية وعاد بعد ذلك وفاز باللقب أربع مرات متتالية (1946-1949). فالحادث قلل من اعداد اللاعبين الإيطاليين بالنادي إلى 10، وأضعف من قوة النادي نفسه، فهو لم يحصل على اللقب بعد ذلك إلا في عام 1976.

## قائمة الضحايا

### اللاعبون
فاليريو باتشيجالوبو
ألدو بالارين
دينو بالارين
إميل بونجيورني
أوزيبيو كاستيجليانو
روبنز فاديني
جوجليلمو غابيتو
روجيرو جرافا
جوزيبي غريزار
إزيو لويك
فيرجيليو ماروسو
دانيلو مارتيلي
فالنتينو مازولا
روميو مينتي
بييرو أوبيرتو
فرانكو أوسولا
ماريو ريجامونتي
جوليوس شوبيرت

### الطاقم الفني
أوتافيو كورينا، معالج تدليك
إرن إيجري إربشتاين، المدير
ليزلي ليفسلي، مدرب

### مسؤولو النادي
أرنالدو أغنيسيتا، المدير العام
أندريا بونايوتي، منظم رحلات
إيبوليتو سيفاليري، مرافقة السفر

### الصحفيون
ريناتو كاسالبور
لويجي كافاليرو
ريناتو توساتي

### طاقم الرحلة
سيزار بيانكاردي، مساعد الطيار
سيليستينو دينكا، المهندس
بييرلويجي ميروني، الطيار
أنطونيو بانجرازي، مشغل الراديو

## وصلات خارجية
- Memorial museum page (in Italian)